# Justicia oreadum
Justicia oreadum är en akantusväxtart som beskrevs av Spencer Le Marchant Moore. Justicia oreadum ingår i släktet Justicia och familjen akantusväxter. Inga underarter finns listade i Catalogue of Life.